# 380P/PANSTARRS
380P/PANSTARRS, komet Jupiterove obitelji. Predotkriven na snimkama.